# Janelle Cordia
Janelle Alysse Cordia (Columbia, 24 maggio 1987) è una calciatrice statunitense, difensore del Fortuna Hjørring.

## Carriera

### Club
Cordia si appassiona al calcio fin da giovanissima, decidendo di tesserarsi con il Carrera Soccer Club, società della sua città natale Columbia, nello stato federato del Missouri, e giocando nelle sue formazioni, dalle giovanili alla squadra senior, fino al 2004.
Dal 2005 affianca gli studi di matematica e psicologia all'Università del Missouri all'attività agonistica, giocando con la squadra di calcio femminile dell'ateneo, le Missouri Tigers, iscritta alla Southeastern Conference della Division I della National Collegiate Athletic Association (NCAA).
Nel 2008 sottoscrive un contratto con il Jersey Sky Blues, giocando in Division 1 della United Soccer Leagues W-League e condividendo con le compagne il quarto posto nel girone Northeast, rimanendovi i due anni successivi con la squadra che muta denominazione in Hudson Valley Quickstrike Lady Blues che, sempre nel girone Northeast ma della Division 2, conquista nel 2009 il primo posto nel girone, disputando quindi i playoff nazionali e giungendo alle semifinali e nel 2010, nuovamente prima nel girone, giunge terza superando nella finalina le avversarie dell'Atlanta Silverbacks con il risultato di 3-0.
A fine stagione matura la volontà di continuare l'attività all'estero, scegliendo l'Europa e firmando un contratto con l'Åland United per giocare in Naisten Liiga, il livello di vertice del campionato finlandese femminile di calcio. Con la nuova squadra con sede a Lemland, nelle Isole Åland, ottiene un quarto posto in campionato nella stagione d'esordio, siglando la sua prima rete il 30 aprile 2011 quella che al 77' consente di pareggiare 1-1 l'incontro in trasferta con l'Honka, e marcando in tutto 27 presenze e 5 reti.
La stagione successiva la squadra si conferma tra le protagoniste del campionato, insidiando a lungo le campionesse in carica del PK-35 Vantaa arrivando a due punti dalla società di Vantaa, al suo terzo trofeo consecutivo, per lei 27 presenze e 6 reti, e scavalcandole con 8 punti di differenza al termine del campionato 2013, con Cordia e compagne che festeggiano il primo importante traguardo per la squadra scandinava, risultato che le consente anche l'accesso all'edizione 2014-2015 della UEFA Women's Champions League.
Tuttavia Cordia, con un tabellino di 75 presenze e 16 reti in campionato, decide di lasciare la società trasferendosi alle campionesse di Danimarca in carica del Fortuna Hjørring debuttando in Elitedivisionen, massimo livello del campionato danese, il 23 marzo 2014, a torneo già in corso, con il BSF. Alla sua prima stagione le compagne della centrocampista statunitense devono cedere alle rivali del Brøndby sia il titolo di campione che la Coppa di Danimarca, superate in finale per 2-1, ma già alla successiva le parti si invertono, con le biancoverdi di Hjørring che conquistano il loro nono titolo nazionale e superano in finale di Coppa il Brøndby per 3-1. Nel frattempo fa il suo esordio in Champions League l'8 ottobre 2014, nell'incontro di andata valido per i sedicesimi di finale dell'edizione 2014-2015 vinto in trasferta per 3-0 sulle campionesse di Portogallo dell'Atlético Ouriense Cordia rimane al Fortuna Hjørring complessivamente quattro stagioni e mezza, nelle quali oltre al double campionato-Coppa del 2014-2015 conquista anche un secondo titolo di campione di Danimarca 2017-2018 e una seconda Coppa nazionale, nell'edizione 2018-2019, marcando inoltre 18 presenze in Champions League.
Durante il calciomercato estivo 2019 decide di trasferirsi nuovamente in un paese straniero, scegliendo le vicecampionesse d'Italia della Fiorentina per giocare in Serie A la stagione 2019-2020. Alla sua prima stagione in maglia viola debutta nell'incontro di andata dei sedicesimi di finale della UEFA Women's Champions League 2019-2020 perso 4-0 in casa con le inglesi dell'Arsenal, squadra che poi la elimina dal torneo, perdendo un mese più tardi, pur senza scendere in campo, anche la Supercoppa 2019, vittoria per 2-0 della Juventus. In campionato il tecnico Antonio Cincotta la impiega fin dalla prima giornata, debuttando in trasferta il 15 settembre 2019 con il Florentia San Gimignano, e dove è protagonista siglando al 56' la rete del parziale 3-0 sulle avversarie, incontro poi conclusosi 4-2 per la squadra di Firenze.
A giugno 2021 decide di ritornare alle danesi del Fortuna Hjorring

## Statistiche

### Presenze e reti nei club
Aggiornato al 23 maggio 2021.
| Stagione                | Squadra                 | Campionato              | Campionato | Campionato | Coppe nazionali | Coppe nazionali | Coppe nazionali | Coppe continentali | Coppe continentali | Coppe continentali | Altre coppe | Altre coppe | Altre coppe | Totale | Totale |
| Stagione                | Squadra                 | Comp                    | Pres       | Reti       | Comp            | Pres            | Reti            | Comp               | Pres               | Reti               | Comp        | Pres        | Reti        | Pres   | Reti   |
| ----------------------- | ----------------------- | ----------------------- | ---------- | ---------- | --------------- | --------------- | --------------- | ------------------ | ------------------ | ------------------ | ----------- | ----------- | ----------- | ------ | ------ |
| 2011                    | Åland United            | NL                      | 27         | 5          | SC              | ?               | ?               | -                  | -                  | -                  | -           | -           | -           | 27+    | 5+     |
| 2012                    | Åland United            | NL                      | 27         | 6          | SC              | ?               | ?               | -                  | -                  | -                  | -           | -           | -           | 27+    | 6+     |
| 2013                    | Åland United            | NL                      | 21         | 5          | SC              | ?               | ?               | -                  | -                  | -                  | -           | -           | -           | 21+    | 5+     |
| Totale Åland United     | Totale Åland United     | Totale Åland United     | 75         | 16         |                 | ?               | ?               |                    |                    |                    |             |             |             | 75+    | 16+    |
| 2014-2015               | Fortuna Hjørring        | ED                      | ?          | ?          | CD              | ?               | ?               | UWCL               | 4                  | 0                  | -           | -           | -           | ?      | ?      |
| 2015-2016               | Fortuna Hjørring        | ED                      | ?          | ?          | CD              | ?               | ?               | UWCL               | 4                  | 0                  | -           | -           | -           | ?      | ?      |
| 2016-2017               | Fortuna Hjørring        | ED                      | ?          | ?          | CD              | ?               | ?               | UWCL               | 6                  | 0                  | -           | -           | -           | ?      | ?      |
| 2017-2018               | Fortuna Hjørring        | ED                      | 22         | 1          | CD              | ?               | ?               | UWCL               | 2                  | 0                  | -           | -           | -           | ?      | ?      |
| 2018-2019               | Fortuna Hjørring        | ED                      | 22         | 2          | CD              | ?               | ?               | UWCL               | 2                  | 0                  | -           | -           | -           | ?      | ?      |
| Totale Fortuna Hjørring | Totale Fortuna Hjørring | Totale Fortuna Hjørring | 44+        | 3+         |                 | ?               | ?               |                    | 18                 | 0                  |             |             |             | 62+    | 3+     |
| 2019-2020               | Fiorentina              | A                       | 13         | 2          | CI              | 1               | 0               | UWCL               | 2                  | 0                  | SI          | 0           | 0           | 16     | 2      |
| 2020-2021               | Fiorentina              | A                       | 14         | 0          | CI              | 2               | 0               | UWCL               | 2                  | 0                  | SI          | 1           | 0           | 1      | 0      |
| Totale Fiorentina       | Totale Fiorentina       | Totale Fiorentina       | 27         | 2          |                 | 3               | 0               |                    | 4                  | 0                  |             | 1           | 0           | 35     | 2      |
| Totale carriera         | Totale carriera         | Totale carriera         | 146+       | 21+        |                 | 3+              | 0+              |                    | 22                 | 0                  |             | 1           | 0           | 172+   | 21+    |

## Palmarès
- Campionato finlandese: 1

Åland United: 2013
- Campionato danese: 3

Fortuna Hjørring: 2015-2016, 2017-2018, 2024-2025
- Coppa di Danimarca: 2

Fortuna Hjørring: 2015-2016, 2018-2019